# میلان هنیلیچکا
میلان هنیلیچکا (انگلیسی: Milan Hnilička؛ زادهٔ ۲۵ ژوئن ۱۹۷۳) بازیکن هاکی روی یخ اهل جمهوری چک بود.
از باشگاه‌هایی که در آن بازی کرده‌است می‌توان به نیویورک رنجرز اشاره کرد.